# Flavor-Flavor
『Flavor-Flavor』（フレーバー-フレーバー）は、JFN系列で放送されていたラジオ番組。

## 概要
- Chigusaのトーク・音楽番組。

## ネット局（2009.09）

### JFN基点ネット（金曜28:00～）
- FM青森
- Boy-FM
- FM岩手
- ふくしまFM
- RADIO BERRY
- FMぐんま
- FMとやま
- HELLO FIVE
- Radio80
- FM-NAGANO
- radio CUBE FM三重
- FM福井
- e-radio
- V-air
- FM OKAYAMA
- HFM
- FMY
- FM香川
- FM徳島
- FMS
- fm nagasaki
- Air-Radio
- FMK
- JOY FM
- μ FM
- FM沖縄

### 別時間ネット
- Kiss-FM KOBE（月曜20:00～）
- Hi-Six（土曜11:00～）